# Břevnovský klášterní pivovar
Břevnovský pivovar navazuje na nejstarší doložený pivovar v Česku v břevnovském klášteře založeného už roku 993. Výroba piva byla v historii několikrát přerušena a obnovena až roku 2011. Zařízení pivovaru je převážně české výroby. Pivo se plní přímo v pivovaru do skleněných nebo PET lahví a soudků. Břevnovský Benedict také čepují v restauraci přímo v areálu kláštera a řadě dalších českých podniků.

## Historie pivovaru
Břevnovský klášter byl založen pražským biskupem sv. Vojtěchem a knížetem Boleslavem II. v roce 993. Pivovar vznikl jako součást jeho hospodářského zázemí. Za husitských válek byl celý klášter včetně pivovaru téměř zničen a podle klášterní kroniky k výstavbě nového pivovaru došlo roku 1720. Na obnově a opravách se podílel zejména Kilián Ignác Dientzenhofer a roční výroba piva poté dosáhla až 5 000 hl. Pivovar byl v roce 1889 zrušen hlavně z důvodu nedostatečné kapacity sklepa a objekt zbourán při rozšiřování Patočkovy ulice v roce 1953. Na tradici výroby piva navázala roku 2011 společnost Břevnovský klášterní pivovar sv. Vojtěcha a pivovar umístila v barokním objektu bývalých stájí. Pivo dle této receptury a pod dohledem technologů z klášterního pivovaru je pod značkou Praha 993 vařeno od roku 2017 také v jihokorejském městě Busan. Společnost tam také plánuje vybudovat svůj vlastní pivovar.

## Stálé produkty
- Benedict Světlý ležák, 12° ležák
- Benedict Tmavý ležák, 11° ležák

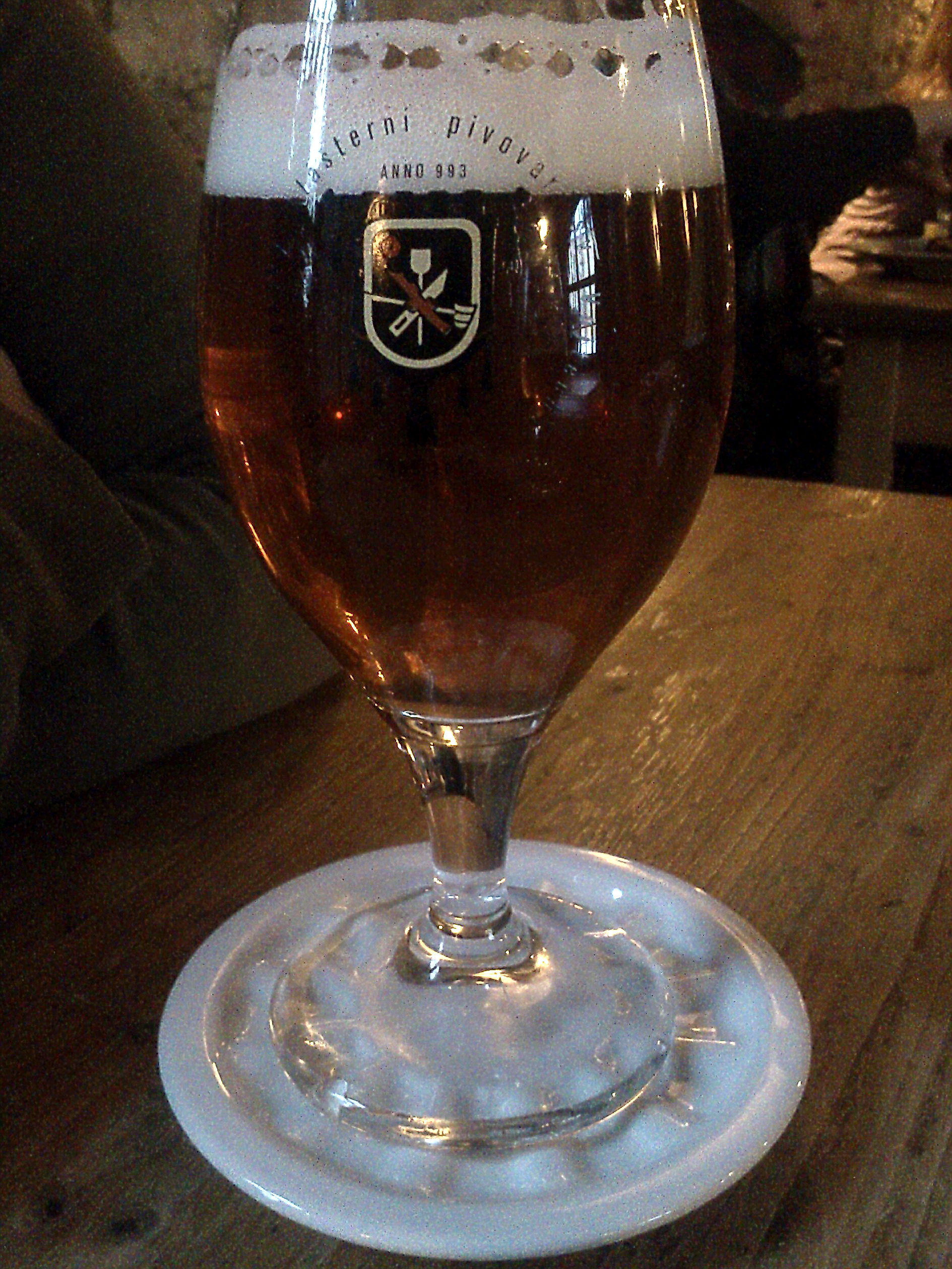
Břevnovský Benedict Imperial Lager 20°

- Benedict Klášterní IPA, 15° IPA Ale
- Benedict Imperial Lager, 20° světlý Bock
- Nachmelený Benedict, 16° IPL
- Pšeničný Benedict, weizen 11°
- Nealko Benedict, nealkoholické pivo